# See You When I Am Famous
See You When I Am Famous è il secondo album in studio del rapper statunitense Kyle, pubblicato nel 2020.

## Tracce
1. Bouncin – 3:44
2. Money Now (featuring Tyga & Johnny Yukon) – 2:39
3. Girls (featuring Rico Nasty) – 2:24
4. Yes! (featuring Rich the Kid & K Camp) – 3:14
5. Forget (featuring Trippie Redd, Iann Dior & The Drums) – 3:04
6. Over It – 2:23
7. What It Is – 2:23
8. The Sun (featuring Bryson Tiller & Raphael Saadiq) – 2:37
9. Bye – 3:38
10. A Message from Mr. Man (Interlude) – 0:54
11. Mr. Man & K.i.D – 2:10
12. See You When I'm Famous (featuring AzChike & Too Short) – 2:36